# Judy Erola
Judith „Judy“ A. Erola PC (Geburtsname: Judith Jacobson; * 16. Januar 1934 in Sudbury, Ontario) ist eine kanadische Steuerangestellte, Unternehmerin und Politikerin der Liberalen Partei Kanadas, die einige Zeit Abgeordnete des Unterhauses sowie Ministerin war.

## Leben
Judy Erola, die als Unternehmerin, Radiomoderatorin beim Sender CKSO-TV sowie Verwaltungsmanagerin der Radiostation CHNO-FM tätig war, kandidierte bei der Unterhauswahl am 22. Mai 1979 als Bewerberin der Liberalen Partei im Wahlkreis Nickel Belt erstmals erfolglos für ein Mandat im Unterhaus. Bei der darauf folgenden Unterhauswahl vom 18. Februar 1980 wurde sie in diesem Wahlkreis dann zur Abgeordneten gewählt, verlor ihr Abgeordnetenmandat jedoch bereits wieder bei der Unterhauswahl am 4. September 1984. 
Am 3. März 1980 wurde sie zunächst Staatsministerin für Bergbau und behielt dieses Amt bis zum 11. August 1983. Zugleich wurde Judy Erola am 22. September 1981 von Premierminister Pierre Trudeau als Ministerin mit der Verantwortung für den Status von Frau in das 22. kanadische Kabinett berufen und übernahm dieses Ministeramt in der von Trudeaus Nachfolger John Turner vom 30. Juni bis 16. September 1984 gebildeten 23. Regierung Kanadas. Daneben war sie vom 12. August 1983 bis zum 16. September 1984 auch Ministerin für Konsumenten- und Unternehmensangelegenheiten sowie zusätzlich zwischen dem 30. Juni und dem 1. September 1984 Staatsministerin für soziale Entwicklung.
Zuletzt war sie zwischen 1987 und 1998 Präsidentin der Pharmaceutical Manufacturers’ Association of Canada.